# Natri alum
Natri alum sulfat là hợp chất vô cơ với công thức hóa học NaAl(SO
4)
2· 12H
2O (đôi khi được viết bằng Na
2SO
4· Al
2(SO
4)
3· 24H
2O). Còn được gọi là phèn soda hoặc phèn natri, chất rắn trắng này được sử dụng trong bộ điều chỉnh tính axit của thực phẩm (E521) chủ yếu trong sản xuất bột nở.

## Điều chế và ứng dụng
Nó được sản xuất bằng cách kết hợp natri sunfat và nhôm sulfat (SAS). Ước tính khoảng 3.000 tấn / năm (2003). Ở Mỹ, nó được kết hợp với natri bicacbonat và monocanxi phosphat để tạo ra bột nở được sử dụng trong các môi trường nước.
Cấu trúc phèn chủ yếu là dodecahydrat, được biết đến trong ngành khoáng học như alum- (Na).. Hai dạng khoáng chất hiếm khác được biết đến: mendozit (undecahydrat) và tamarugit (hexahydrat).
Nó cũng là chất gắn kết thông thường để điều chế các dung dịch hematoxylin cho nhân tế bào nhuộm trong mô bệnh học.
Trong bánh mì nướng, bánh ngọt và bánh quy, natri alum sunfat (SAS) được sử dụng như là một thành phần của bột nở như một chất tác nhân thứ hai. SAS được kích hoạt ở nhiệt độ nướng và phản ứng với natri bicacbonat của bột nở (baking soda) để tạo ra các bong bóng khí cacbon dioxide giúp làm lên men các món nướng. Việc sử dụng SAS được một số người tiêu dùng coi là mối lo ngại về sức khoẻ.